# Artur Retzbach-Erasiny
Artur Retzbach-Erasiny (även Retzbach-Erasimy), född 16 mars 1878, död 21 juni 1944, var en tysk skådespelare, manusförfattare och regissör.

## Filmografi (urval)

### Roller
- 1920 – Die Glücksfalle
- 1921 – Die reine Sünderin
- 1922 – Flykten undan äktenskapet
- 1926 – Das Panzergewölbe
- 1930 – Väter und Söhne

### Manus
- 1921 – Die Jungfrau von Kynast
- 1921 – Die reine Sünderin

### Regi
- 1922 – Flykten undan äktenskapet